# Hebe Serebrisky
Hebe Serebrisky (Buenos Aires, 20 de noviembre de 1928 - ibídem, 25 de marzo de 1985) fue una periodista, cuentista, guionista y dramaturga argentina. Perteneció al grupo de dramaturgos de relevancia en la escena teatral de su país junto con figuras como Mauricio Kartun, Patricia Zangara, Beatriz Mosquera, entre otros.

## Carrera
Inició su carrera literaria con la publicación de varios cuentos, mientras que en el ámbito periodístico, se dedicó durante varios años a escribir en medios gremiales y a realizar crítica teatral. Fue secretaria de prensa de la Confederación General del Trabajo y miembro de los equipos culturales, de propaganda y actas; renunció a esta organización en 1974.
En 1971 se integró al grupo de cine. Luego realizó un seminario con Ricardo Monti, cuya forma de trabajo influiría en sus primeras dos obras:

El sistema de trabajo, a partir de imágenes propias, sin conceptualizaciones durante el proceso creativo, me permitió acceder a zonas intransferibles de "Mi" mundo interior, eludiendo así, dentro de lo posible, la tentación de la retórica.

Desde fines de 1983, participó junto a la directora María Esther Fernández y la actriz Lidia Catalano en improvisaciones de algunos temas clásicos.
Poco antes de su muerte escribió junto con el director Mario Daián, El hombre que habló un idioma distinto y rey dijo:¿Oh! este hombre esta loco. También había escrito La otra punta y  dos tomos sobre el teatro. Colaboró en la obra Inventario para el ciclo Teatro Abierto, junto con Susana Torres Molina y Peñarol Méndez.
El 25 de marzo de 1985 se suicidó debido a una profunda depresión.

## Obras

### Escritas
- Redes (1978)
- Campanas, espinas y mariposas amarillas (1978)
- Don Elías, campeón (1979), con el que ganó el Premio Argentores en 1980.[7]
- Nadar sin respirar
- El vuelo de las gallinas
- La cabeza del avestruz
- Finisterre (1982)
- Un fénix Lila (1984)
- Hipopótamo blanco (1984)
- Anagrama (1985)[8]

### Filmografía
- 1971: Al grito de este pueblo, filmada en Bolivia.[9]